# حادث طائرة سيدة ماكاو
سيدة ماكاو هي طائرة مائية من نوع كاتالينا، تابعة لشركة كاثي باسيفيك، وقد تعرضت لحادث اختطاف جوي، والذي يعتبر الحادث الأول لخطف طائرة مدنية.
بعد اقلاع الطائرة من ماكاو متجهة إلى هونغ كونغ بدقائق، حاول اربع رجال مسلحين بمسدسات اختطافها، وطلب احدهم من مساعد الطيار الانصياع لأوامرهم فرفض المساعد مما أدى لقتله. فنزل الطيار من المقصورة العلوية ليرى مالذي يجري، ولكنه تعرض لخمسة طلقات من الخلف من الخاطفين، فأدى إلى وقوعه على أدوات توجيه الطائرة مما أفقد السيطرة على الطائرة فغاصت بالماء وتحطمت. 26 من الركاب البالغ عددهم 27 ماتوا جراء الحادث، الناجي الوحيد كان قائد الخاطفين (حسب ادعاء شقيق الطيار). لم تعرف دوافع الخاطفين، ولكنهم كانوا مجموعة من الصينيين الخارجين عن القانون، أي الدوافع كانت مادية وليست سياسية (ربما اعتقدوا بوجود ذهب ينقل من الصين إلى هونغ كونغ).
الناجي الوحيد من الحادث تم نقله للمحكمة في ماكاو، ولكن المحكمة أقرت بأن المحاكمة يجب أن تكون في هونغ كونغ وليس ماكاو، لأن الطائرة مسجلة بهونغ كونغ ومعظم الركاب من هناك. ولكن السلطة البريطانية في هونغ كونغ ذكرت بأن الحادث حصل فوق الأراضي الصينية وليس للبريطانيين سلطة عليها. عموما بالنهاية حصل الناجي على البراءة.

## وصلات خارجية
- "Pilots & Pirates", Time, Aug 9, 1948
- "Against all odds: amazing aviation escapes", Independent, The (London), Oct 4, 2006 by Ed Caesar
- AirOdyssey
- تفاصيل الحادث